# Куртулуш, Сердар
Сердар Куртулуш (тур. Serdar Kurtuluş; род. 23 июля 1987[…], Бурса) — турецкий футболист, правый защитник. Куртулуш сыграл шесть матчей за национальную сборную Турции. Его младший брат Серкан Куртулуш также является профессиональным футболистом.

## Клубная карьера
Куртулуш является воспитанником клуба «Бурсаспор», за молодёжную команду которого он начал играть в 2000 году. Его полноценный дебют во взрослой команде состоялся в сезоне 2004/2005, когда Сердару было 17 лет. В сезоне 2005/2006 он помог «Бурсаспору» выиграть первую лигу и выйти в Суперлигу.
Восемнадцатилетнего Куртулуша в июне 2006 года приобрёл «Бешикташ», заплативший за него 1 млн долларов и отдавший в обмен двух футболистов, Синана Калоглу и Эсера Ягмура. Дебют Куртулуша в новой команде состоялся 30 июня 2006 года в матче за Суперкубок против «Галатасарая», в котором «Бешикташ» одержал победу со счётом 1:0. По ходу сезона главный тренер команды Жан Тигана активно использовал молодого защитника, иногда назначая его на нетипичные позиции опорного или правого полузащитника. В своём первом сезоне в «Бешикташе» Куртулуш помог команде выиграть также Кубок Турции и занять второе место в чемпионате страны, кроме того, он дебютировал в еврокубках, проведя пять матчей в Кубке УЕФА.
В 2007 году на должность главного тренера «Бешикташа» был назначен Саглам Эртугрул, при котором Куртулуш утратил прежде стабильное место в составе. В сезоне 2007/2008 команда заняла третье место в Суперлиге и крайне слабо выступила в Лиге чемпионов, где в одном из матчей группового турнира потерпела разгромное поражение от «Ливерпуля» со счётом 8:0. Летом 2008 года главным тренером «Бешикташа» стал Мустафа Денизли. С ним команда выиграла в сезоне 2008/2009 чемпионат и кубок Турции. Куртулуш вновь не был основным игроком, проиграв конкуренцию новобранцу Экрему Дагу.
Летом 2009 года Куртулуш был отправлен в «Газиантепспор» в качестве дополнительной компенсации за переход в «Бешикташ» Исмаила Кёйбаши. В новой команде Куртулуш с первого же сезона стал игроком основного состава. В сезоне 2010/2011 он помог «Газиантепспору» занять четвёртое место в чемпионате Турции и получить право выступать в Лиге Европы, однако в самом еврокубке команда выбыла уже на этапе квалификации, уступив польской «Легии». За «Газиантепспор» Куртулуш провёл 113 матчей и забил 5 голов в чемпионате Турции за четыре сезона.
Летом 2013 года Куртулуш вернулся в «Бешикташ», подписавший с ним трёхлетний контракт. За его переход и трансфер вратаря Толги Зенгина из «Трабзонспора» клуб заплатил 4,5 млн евро. В 2013—2015 годах Куртулуш регулярно играл за «Бешикташ», но после назначения тренером клуба Шенола Гюнеша потерял место в составе и в сезоне 2015/2016 сыграл лишь 10 матчей.
В мае 2016 года Куртулуш достиг предварительной договорённости о заключении контракта с клубом «Антальяспор», но переход не состоялся. В июне 2016 года Куртулуш в статусе свободного агента вернулся в «Бурсаспор», с которым заключил контракт на три года.

## Выступления за сборную
В 2005 году Куртулуш дебютировал в молодёжной сборной Турции среди юношей до 18 лет. В том же году он выступал за сборные более старших возрастных категорий и стал финалистом футбольного турнира Средиземноморских игр. Дебют Куртулуша в национальной сборной состоялся 5 июня 2007 года в товарищеском матче со сборной Бразилии. Главный тренер турецкой сборной Фатих Терим выпустил девятнадцатилетнего Сердара на поле вместо Арды Турана в перерыве встречи. Матч завершился ничьей 0:0. Вернулся в национальную сборную Куртулуш лишь в мае 2012 года при тренере Абдулле Авчи. Приняв участие ещё в пяти товарищеских встречах сборной в 2012 и 2013 годах, Сердар довёл свой счёт матчей за сборную Турции до шести.